# Cantó de Chevilly-Larue
El cantó de Chevilly-Larue és un antic cantó francès del departament de Val-de-Marne, que estava situat al districte de L'Haÿ-les-Roses. Comptava amb 2 municipis i el cap era Chevilly-Larue.
Al 2015 va desaparèixer i el seu territori va passar a formar part del cantó de Thiais.

## Municipis
- Chevilly-Larue
- Rungis

## Història
| Data d'elecció                           | Identitat       | Partit | Qualitat |
| ---------------------------------------- | --------------- | ------ | -------- |
| 1979-2004                                | Guy Pettenati   | PCF    |          |
| 2004-                                    | Christian Hervy | PCF    |          |
| les dades anteriors no són pas conegudes |                 |        |          |
|                                          |                 |        |          |

## Demografia
| A partir de 1990: Població sense dobles comptes |